# 川通り餅

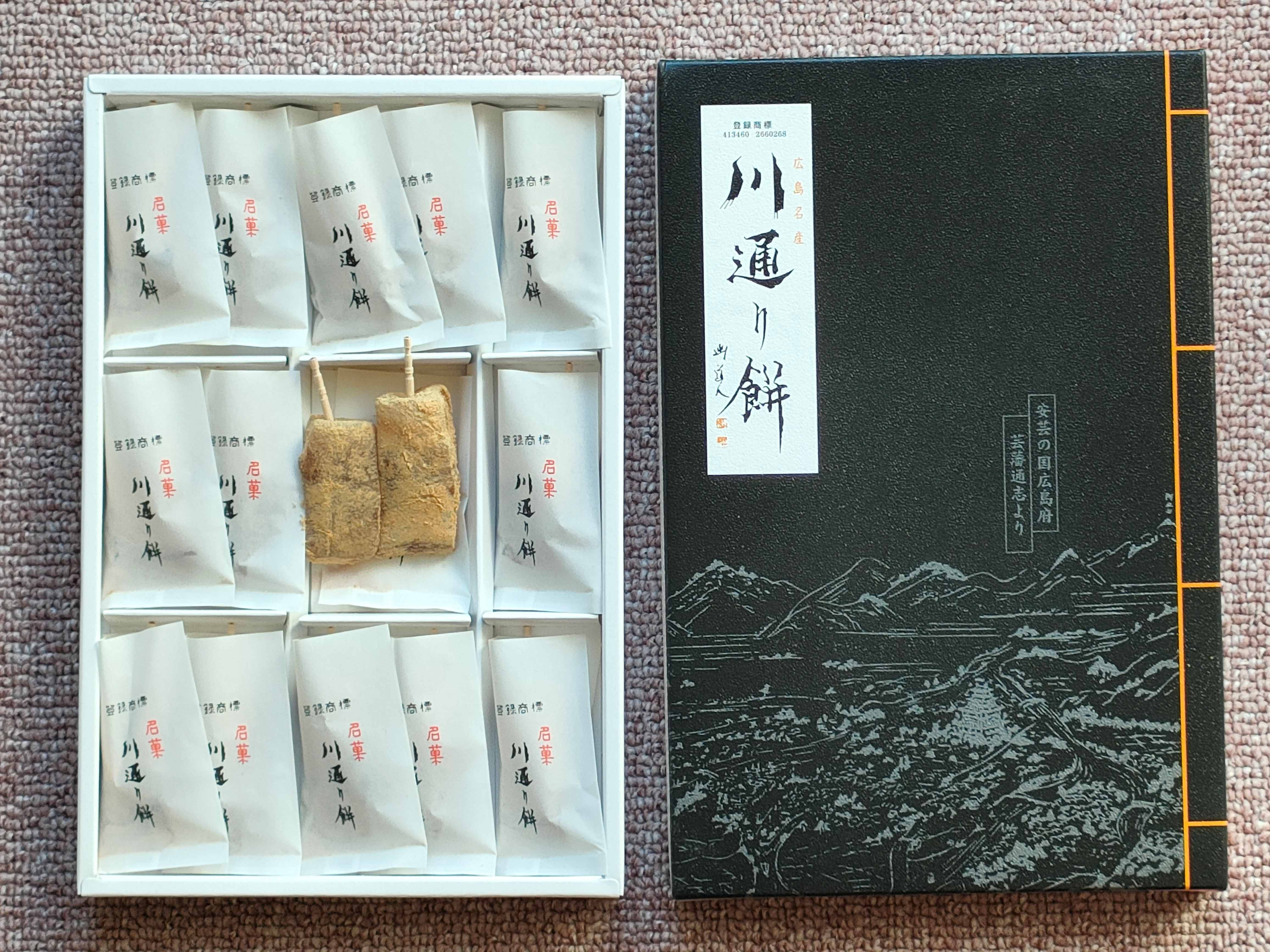
川通り餅（広島市亀屋）

川通り餅（かわどおりもち）とは、広島県広島市東区光町の御菓子処亀屋で製造販売されている和菓子で、広島県の土産菓子として知られる。
爪楊枝を刺して紙に包んだ形状が特徴的な、クルミ入りのきな粉餅である。
直営店舗である本店とekie広島店の他、JR広島駅のキヨスク、福屋八丁堀本店・福屋広島駅前店・そごう広島店・広島三越・天満屋広島緑井店などの百貨店、ゆめタウン広島などのショッピングセンター、広島空港、山陽自動車道小谷サービスエリア（上り線）・宮島サービスエリア（下り線）などで手に入る。

## 由来
『芸藩通志』『芸備今昔話』等によれば、観応元年、安芸国吉田荘の地頭職であった毛利師親が、石見国佐波善四郎を討つための戦いで江の川を渡ろうとした時、水面に小石が浮かび上がり、鐙（帯、鎧の袖とも）に小石が引っ掛かった。師親は無事に渡河に成功し、先陣として戦って勝利したため、これを神異として、この小石を八幡宮（宮崎神社）の神殿に奉納したという。
これに因み、毎年12月1日にはお祝いとして小石に見立てた餅を食べる習慣が生まれた。この餅を川通り餅（または膝塗餅）と呼び、毛利氏の勢力拡大とともに吉田荘以外にも広まって行った。毛利元就の時代に毛利家は大きく飛躍したが、元就の子・毛利輝元が広島に移るにあたり、それは水難として家々に配られた。
川通り餅は、もみじ饅頭が有名になる前は、西条柿を原料とする「安芸路」、祇園坊柿を原料とする「柿羊羹」と並んで「広島の三大みやげ」に数えられた。温和な気候に恵まれた安芸国は、古くから中つ国として史上幾多の事蹟と浪漫を残し、波静かな絶景を鑑賞しながら、西に東に旅を続ける人々に文化の香り高い平穏な地としてこよなき想い出と情緒を印象づけ、これら「広島の三大みやげ」は亦、東奔西走の身を委ねる諸士に、そこはかとない懷鄕の味をひめたものであった。